# 法蘭西斯·史考特·基大橋倒塌事故
2024年3月26日凌晨，美國马里兰州巴爾的摩的弗朗西斯·斯科特·基大橋一根橋墩被貨櫃船達利號碰撞，其後倒塌。
該貨櫃船原定前往斯里蘭卡可倫坡。船员表示船隻在撞上大橋前已出现动力问题，馬上向有關部門求救。當局馬上下令阻止車輛通過大橋。此後大橋一度熄燈 。貨船撞塌大橋後，巴爾的摩市消防局發言人表示至少有七輛車落水。至少两人獲救，6人失蹤。失蹤人員被推定死亡，均為大橋上的施工人員。马里兰州宣佈进入紧急状态。之後尋獲2具遇難者遺體以及船隻的。
天空新闻台采访工程与建筑咨询公司COWIfonden的大卫·麦肯奇（David MacKenzie）时，麦肯奇表示重建该桥的成本可能高达6亿美元。20世纪70年代建造这座桥的成本约为6000万美元，但是由于交通和通勤的压力，重建必须迅速进行，导致成本上升。

## 背景

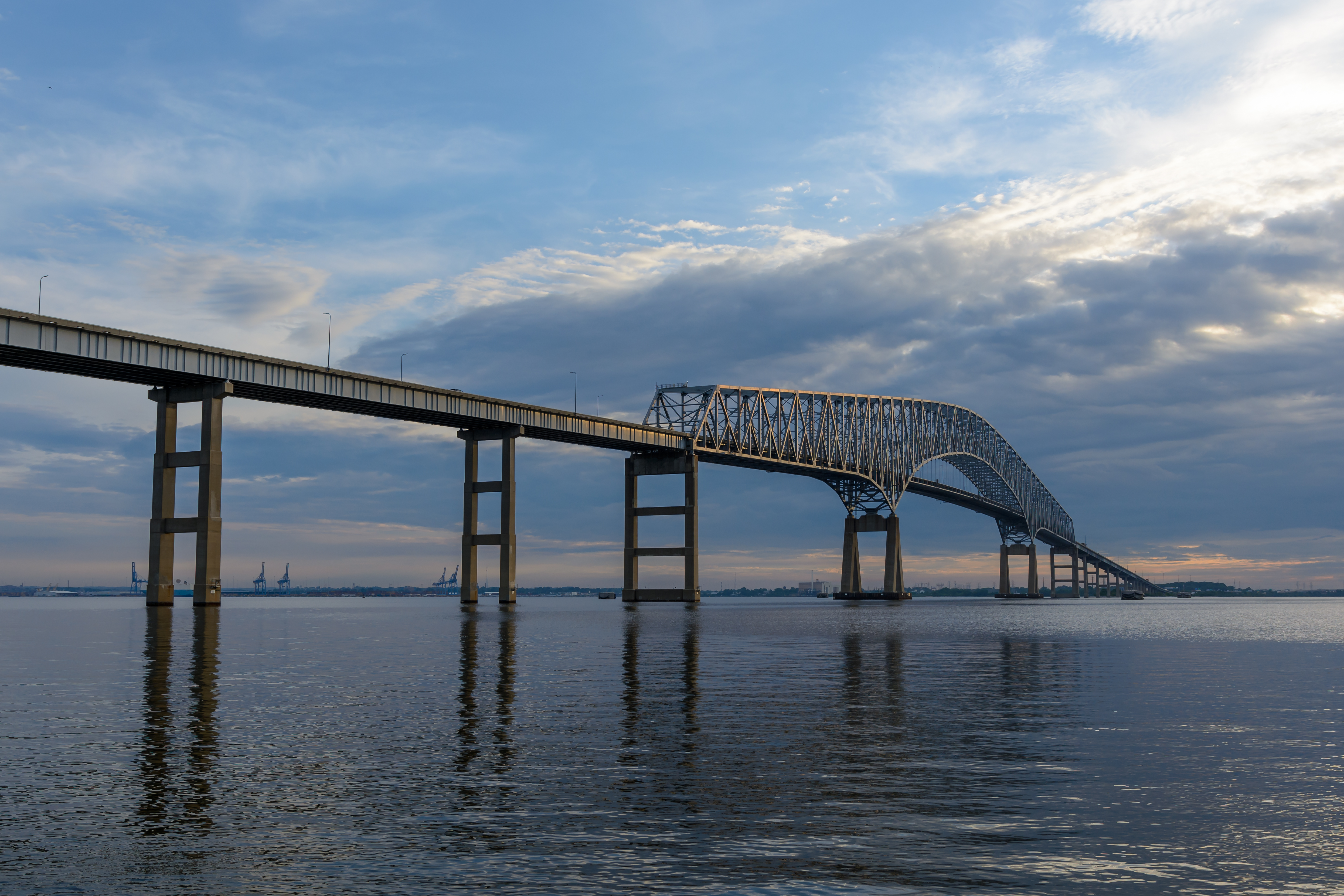
事故发生前的大桥（摄于2015年）；达利号撞击了大桥从左边数起的第四根桥墩

出事的弗朗西斯·斯科特·基大桥是一座拱形连续桁架钢桥，1977年落成通车，从巴尔的摩南方的偏僻社区霍金斯角向东北方向延伸至鄧多克索勒斯角（Sollers Point），中间横跨通往巴尔的摩港的要道、全美最繁忙的航道帕塔普斯科河。2023年，巴尔的摩港共接待44万旅客，年入境货物吞吐量达5230万吨，货物总价值800亿美元，包括75万辆汽车。港口共有1.5万名雇员，另外有14名万外包员工。
弗朗西斯·斯科特·基大桥是全美第二长、全世界第三长的连续钢桁架桥。大桥全长1.6英里（2.6），采用双向两车道设计，日均有3.4万辆汽车使用，属于巴尔的摩环路695号州际公路的一部分。早在1980年，大桥就被一艘货船撞击，轻微受损。

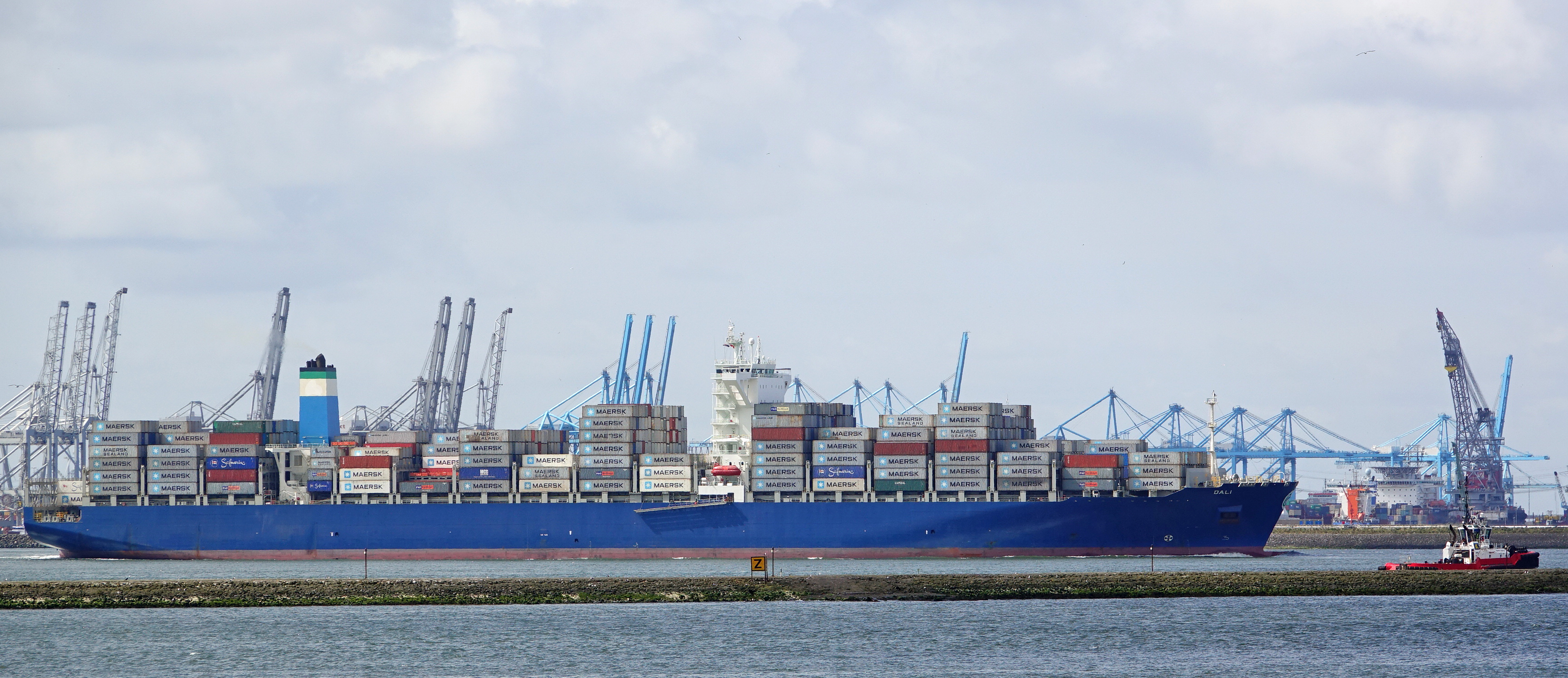
涉事船隻達利號

肇事的達利號是一艘悬挂新加坡国旗的货柜船，由协同海事集团（Synergy Marine Group）负责运营，船东为格雷斯海洋私人有限公司（Grace Ocean Private Ltd）。达利号于2015年建成下水，船长300（980英尺），船宽48（157英尺），吃水深度12.2（40英尺）。建成之后，丹麦船运公司快桅就承包了这艘船。2023年，达利号通过了两次港口检验。第一次检验于6月份在智利聖安東尼奧完成，当时货船的燃油压力监测仪被检查出问题，随后修复。第二次检验于9月份在美国纽约的海岸警卫队进行，未发现有问题。
出事的时候，达利号从巴拿马前往美国，2024年3月19日抵达纽约。抵达纽约后，货船驶向弗吉尼亚州朴次茅斯的弗吉尼亚国际港，3月22日启程前往巴尔的摩，次日抵达。船员有22位，均是印度人。
桥下方的主航道预计深50英尺（15），而美国国家海洋和大气管理局图表显示桥支撑处的深度仅为30英尺（9.1）左右。

## 坍塌

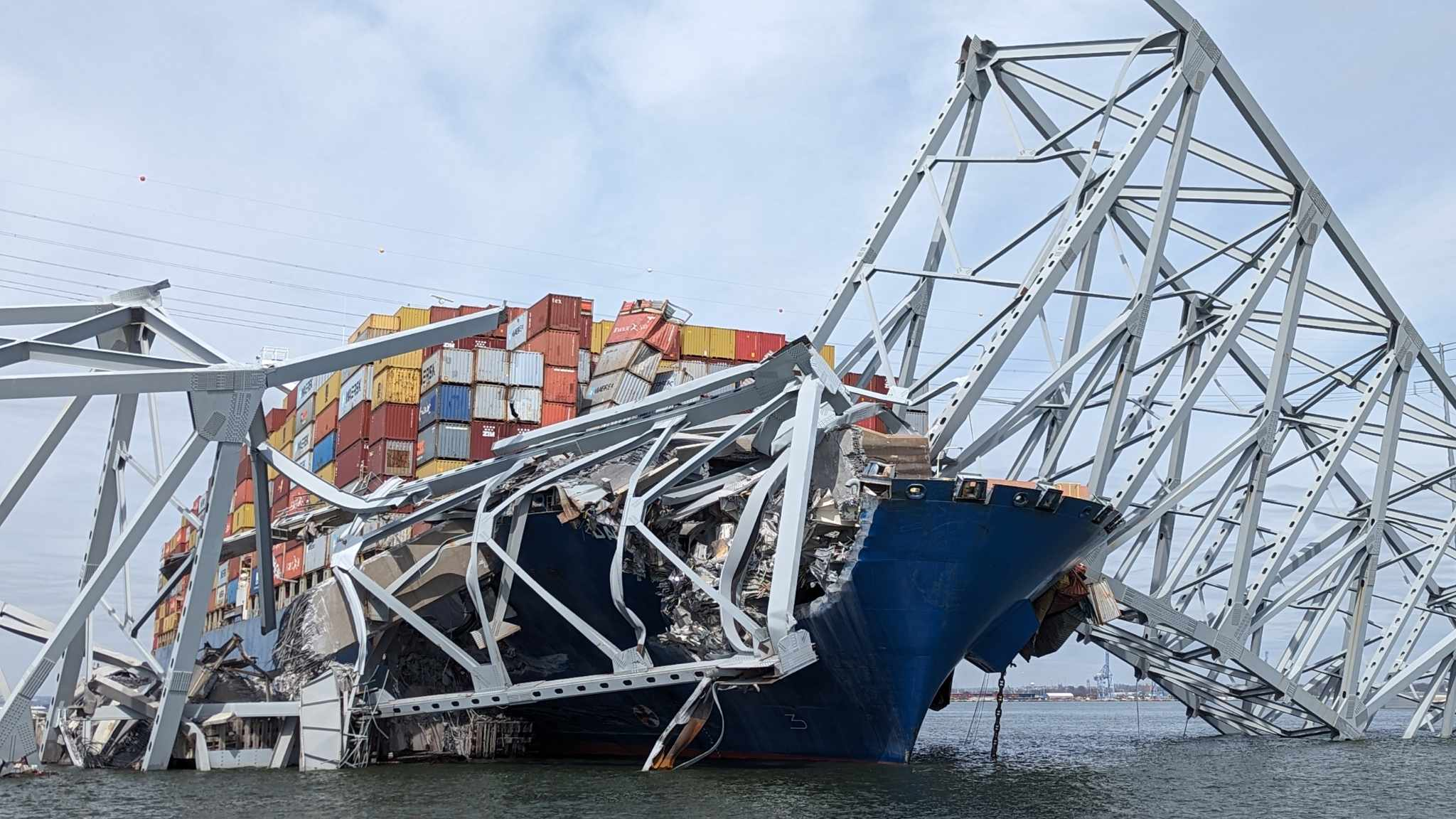
「达利号」因橋樑殘骸而動彈不得。

2024年3月26日，北美东部时区凌晨0点44分（UTC4点44分），达利号离开巴尔的摩港，出发前往斯里兰卡可倫坡。船员都是印度人，当时该船由两名当地的美国引水人驾驶。凌晨1点24分，达利号彻底停电，开始偏离航道。随后船员启用备用发电机，为电力系统临时供电，但始终没有给船只推进系统供上电。凌晨1点26分，该船发出Mayday求救信号，向马里兰州交通局通报船只失去推进力，目前已失控，有撞上大桥的危险；船上的其中一位驾驶员要求当地立即关闭大桥。船只一度失去照明，不久后恢复，之后再次断电，又到撞上大桥前重新点亮，同时船只的烟囱冒出烟雾。按照驾驶员的要求，马里兰州交通警察凌晨1点27分53秒派员前往关闭大桥双向车道，20秒后在大桥南侧封闭了北向车道。至1点28分58秒，当局在大桥北侧封闭了南向车道时，船只已经撞上大桥。据新加坡海事及港口管理局称，船只在撞桥前按照他们的应急程序抛锚。 
凌晨1点28分45秒，船只撞向大桥金属桁架下方，以及主跨西南端支撑柱，时速约为8.7節（16.1每小時；10.0英里每小時）。自動識別系統数据显示，凌晨1点25分，也就是船只偏离航道的时候，船速为8.7節（16.1每小時；10.0英里每小時）。之后速度逐渐下降，两分钟后撞桥时降为6.8節（12.6每小時；7.8英里每小時）。撞桥几秒后，大桥主跨开始解体，部分钢架解构露出水面，桥面整个沉入水底。大桥的主跨掉进了货船的船首。大桥受到撞击及部分垮塌的场景被记录下来。
大桥垮塌的时候，桥上还有几辆车，但最初消息表示事发时桥上无人。马里兰州运输部长保罗·维德菲尔德透露，事发时有工人在大桥上修复桥面坑洼 。后来消息指事发时工人正在他们的车里休息。住在大桥附近的居民表示，大桥垮塌的时候，他被隆隆的声响吵醒，房子都震了起来，“感觉就像地震”。
凌晨1点30分，医护人员收到求救电话。1点35分，巴尔的摩警察局接获大桥垮塌的报警，随即启动大规模搜救行动。美国海岸警卫队派出船只与直升机参与搜救。50名潜水员分成8队潜入水底，搜寻落水者。

### 損害

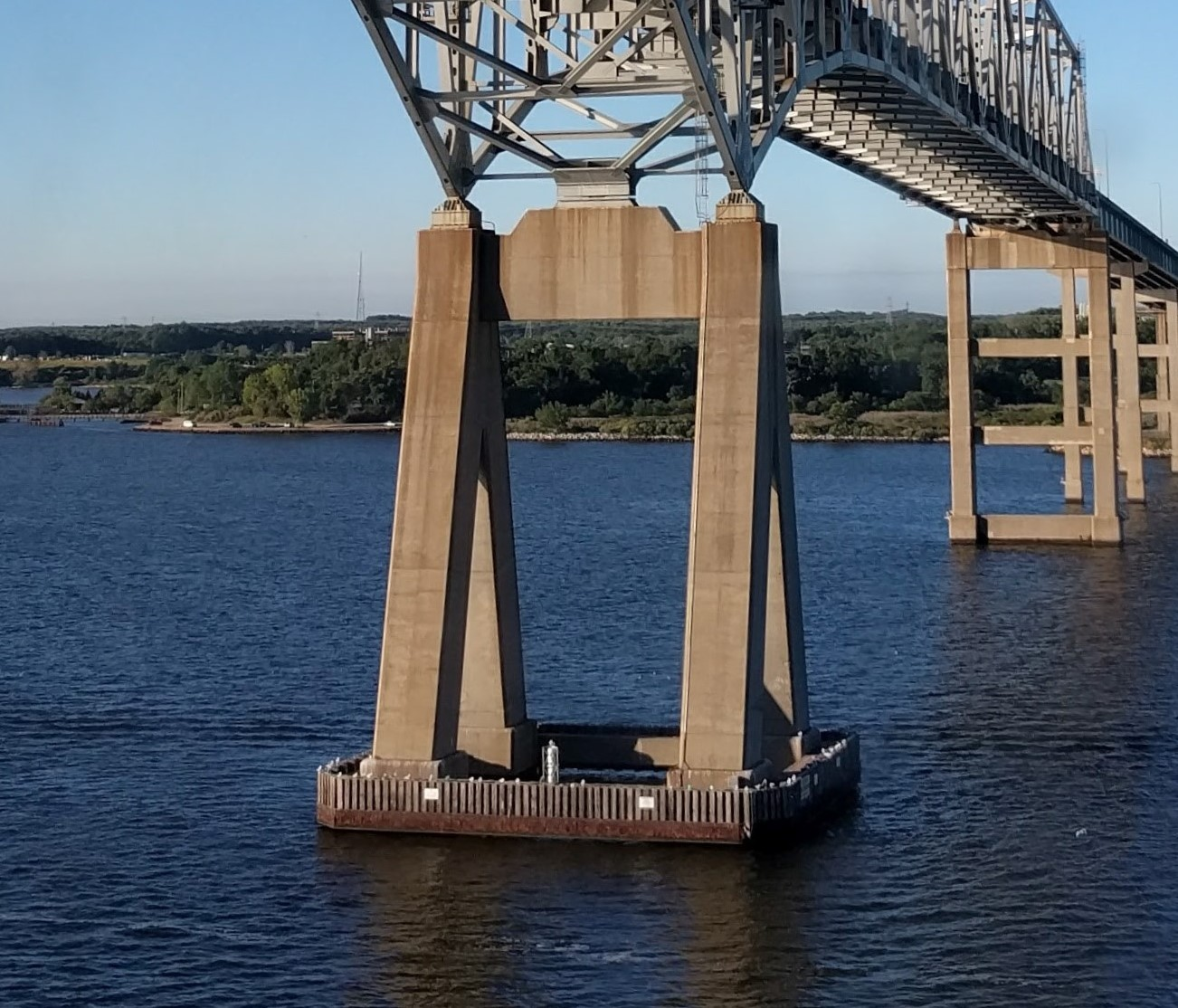
被达利号撞击的桥墩，摄于2016年

达利号对大桥西南侧主跨支撑柱的撞击，给大桥造成了严重的损害，桁架顿时解体。由于事发大桥依靠连续桁架维持完整性，大桥南跨及中跨（位于被撞桥墩的两侧）垮塌后，北边的部分（第三个跨度）也随即坍塌，每一部分只需几秒就坍塌，整个主跨落入水中的时间不到半分钟。大桥完全遵守建筑规范。事实上，大桥有繫船柱和挡泥板保护大桥不受撞击，但这些保护措施显然无济于事。
达利号船上的4700个货柜箱中，有13个在大桥垮塌后被压坏，另外有两个货柜箱落入水中，但没有装载有害物质。船只在吃水线以上的船体被桥梁桁架的残存部分刺穿，同时桁架往河床方向挤压船只。船保持水密状态，船公司表示事发后船只没有造成直接的水污染。3月27日，國家運輸安全委員會宣布调查从破损集装箱中泄露的危险物质，包括腐蚀易燃材料和锂电池。据报有56个集装箱装有腐蚀性和易燃材料，重量约为764吨，其中一些已泄露。

## 傷亡
據美國海洋大氣局資料，大橋垮塌時附近水域水溫為47 °F（8 °C）。救起的兩人中，一人情況「危殆」，另一人未受傷，獲救者中一人為墨西哥公民。失蹤者皆為大橋施工人員，美國海岸警衛隊暫停搜救工作後，已被推定死亡
。已確認一人為宏都拉斯公民，兩人為危地馬拉公民，其他則來自薩爾瓦多和墨西哥。
據聲納探測，至少有五部車輛落水，包括三輛客車、一輛混凝土搅拌车。救援人員亦使用了無人機與紅外技術進行搜救。救援人員已從一輛皮卡車內打撈起兩具遺體，分別屬於一位35歲墨西哥國民和一位26歲危地馬拉國民。遺體發現處位於大橋中段垂直下方25英尺（7.6）深的水中。4月5日，救援人員從一輛沉沒的汽車中找到失蹤的38歲宏都拉斯國民遺體，另有一49歲薩爾瓦多公民及35歲瓜地馬拉公民已確認失蹤。
應為本次橋樑垮塌負責的船組人員未受損傷。但印度外交部稱，該船一名印度船員受輕傷，需要縫針治療。

## 調查

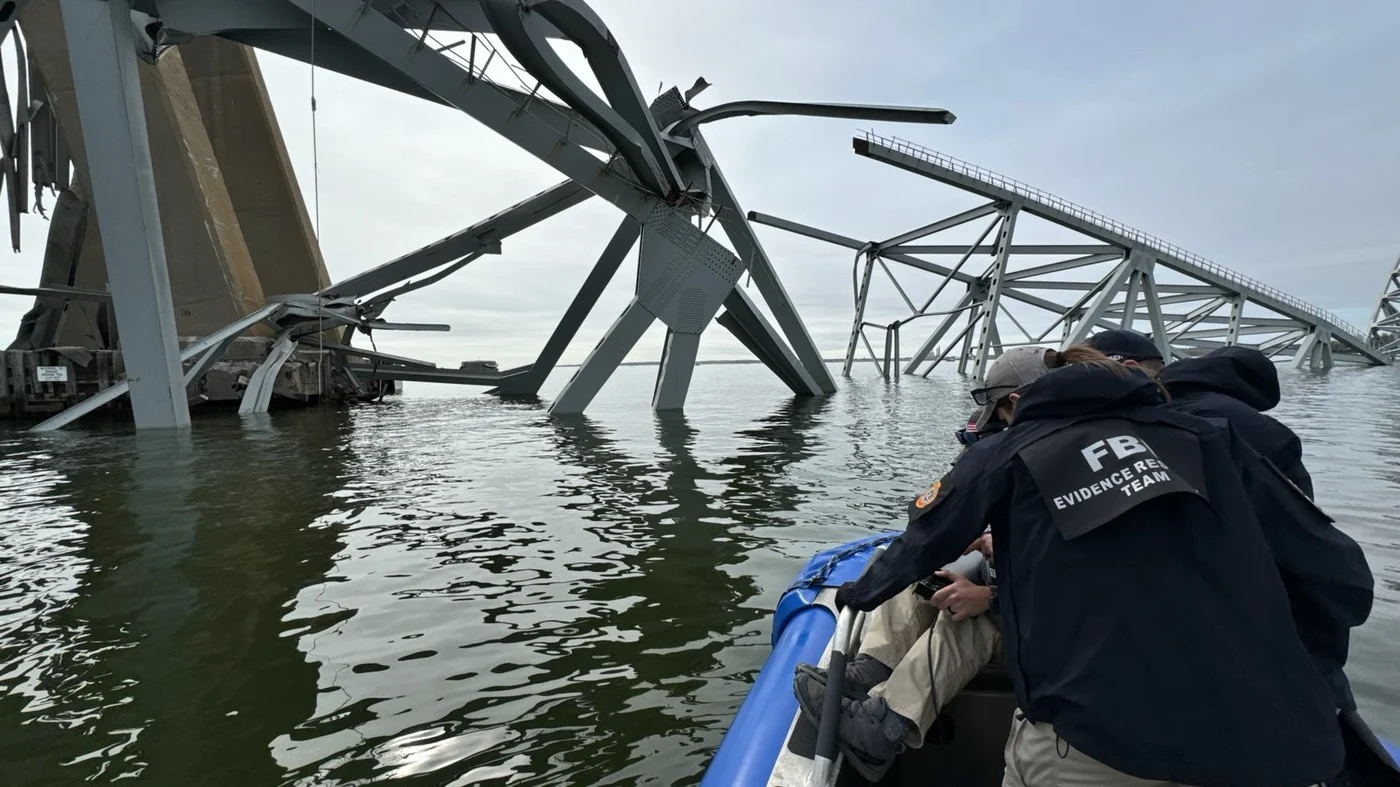
联邦调查局的搜证小队检测大桥垮塌部分

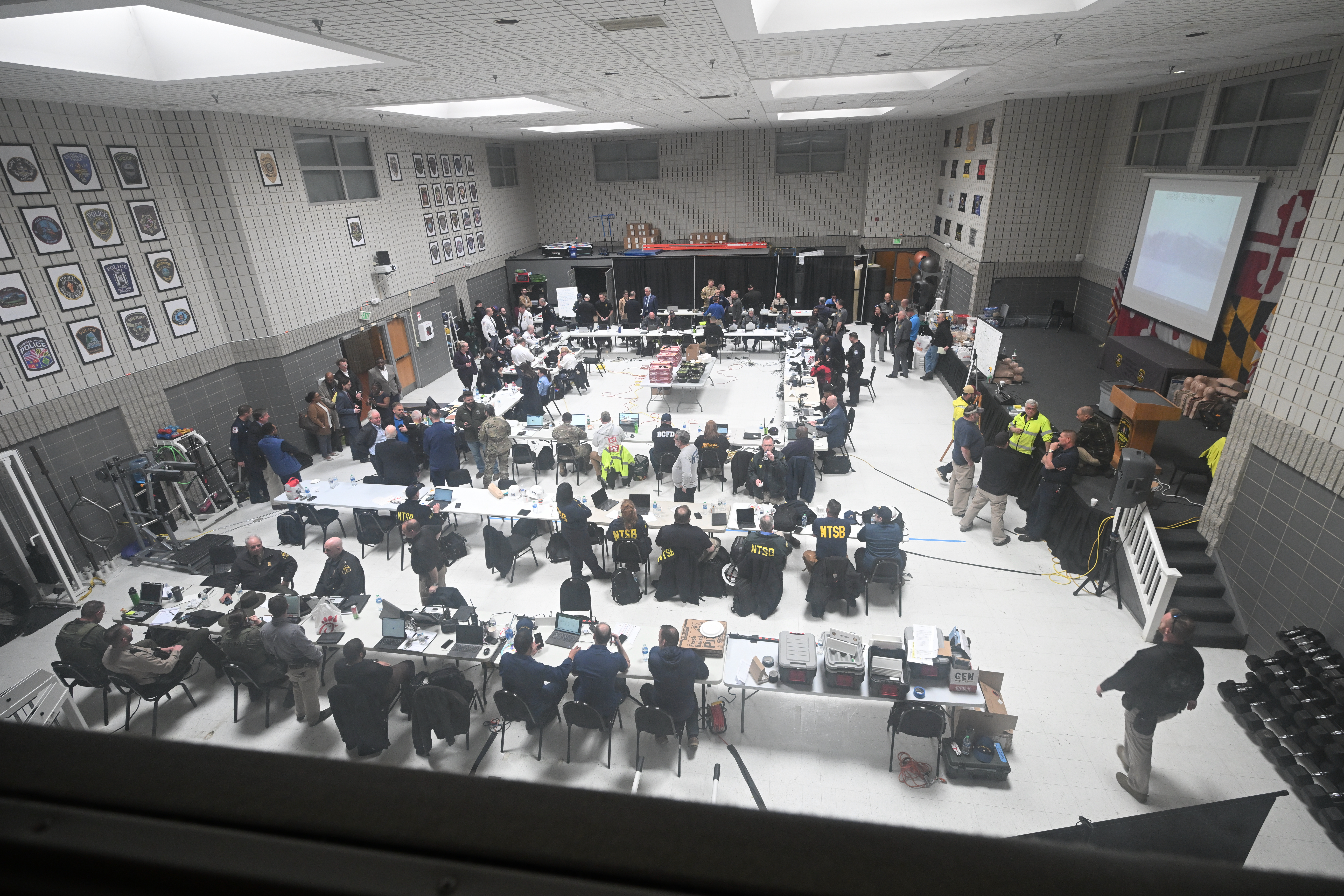
事发当天协调搜救行动的官员

國家運輸安全委員會（NTSB）启动调查，向事发地点派出调查团队。该机构预计在事发的两至四周内发布初步报告，随后发布紧急安全建议，整个调查行动预计持续一到两年。3月27日，国家运输安全委员会主席詹妮弗·霍曼迪表示大桥没有冗余的支撑结构，但凡拿掉一个桥墩，整个主跨都会坍塌。联邦调查局也派员调查现场，已排除恐怖主义动机。
新加坡运输安全调查局与海事及港口管理局向巴尔的摩派出调查人员。新加坡海事局表示已请求美国国家运输安全委员会及海事安全办公室提供协助。3月26日的晚些时候，美国国家运输安全委员会登上出事的达利号，检获船載航程資料記錄儀，用于协助调查人员了解事发经过调查人员考虑船只失去动力的几个可能因素，包括燃料受污染、燃料等级不正确。

## 后续
事件几乎切断了巴尔的摩港所有的海运通道，部分货船滞留在港口。3月26日，达飞海运集团率先宣布不可抗力后，中国远洋运输集团和長榮海運也宣布，意味着他们需要在备用港口卸下原本要运往巴尔的摩的货物。事件也对航运业产生重大影响，多家航运公司竞相寻找备用港口，赶在费用延期产生滞纳金开始收费前进行陆路运输。整个巴尔的摩，只有大桥临海一侧的麻雀角大西洋贸易点海运码头不受影响。
凌晨4点09分，美国联邦航空管理局发布临时飞行限制，禁止飞机在大桥周边区域航行，包括無人航空載具。禁令于4点15分生效。
受事件影响，3月26日，达利号承包商马士基在哥本哈根证券交易所开盘跌2%。马士基无限期暂停了所有通往巴尔的摩的航线。
3月28日，在巴尔的摩金莺的赛季揭幕战中，三名在大桥垮塌前迅速封闭道路的马里兰交通局职员受到表彰。

### 打撈

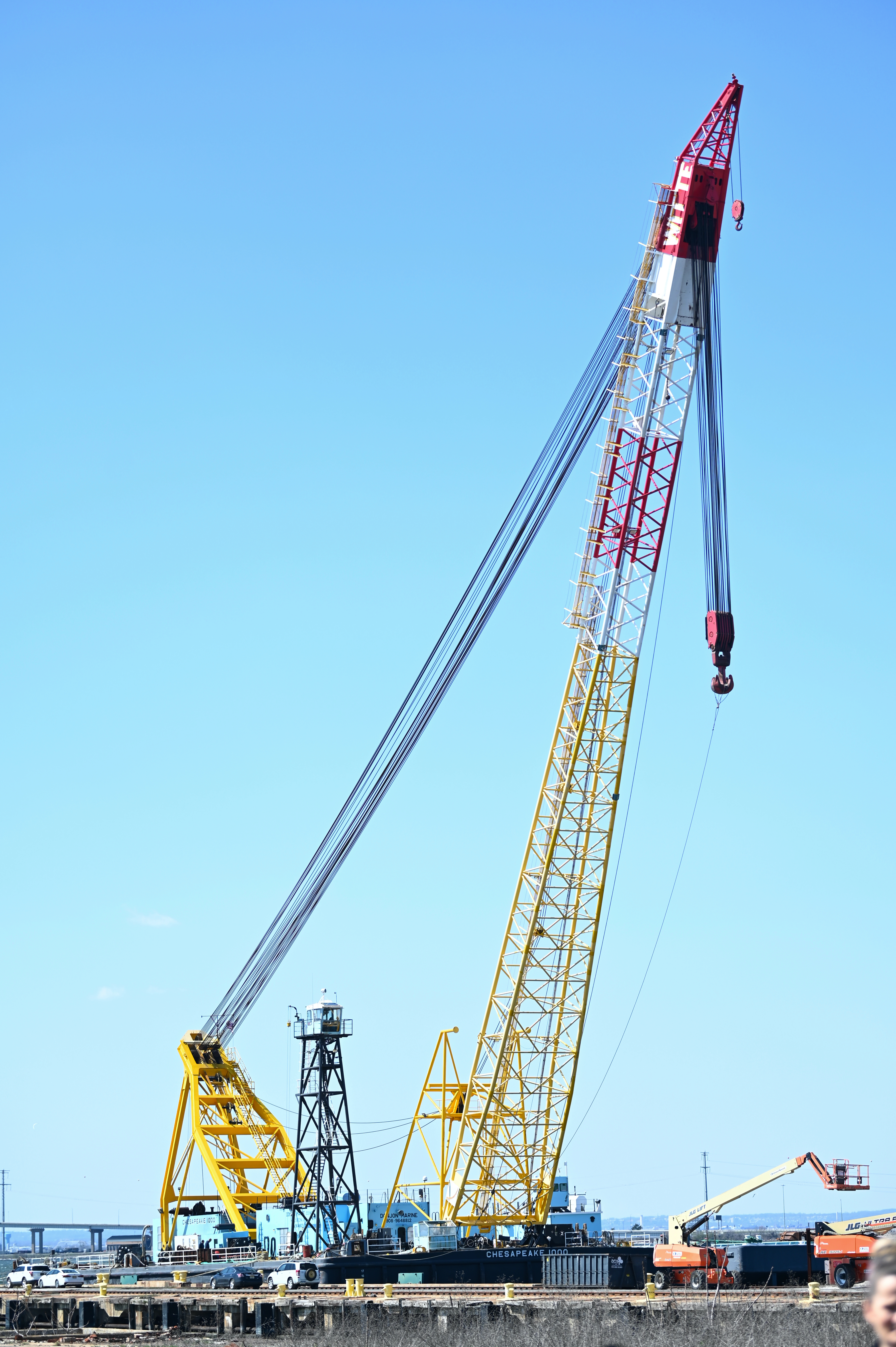
打捞现场的切萨皮克1000号

美國陸軍工兵部隊率先移走桥梁的坍塌部分，美國海軍计划利用配有重型起重机的驳船移走没入水中的部分，包括可以举起1,000短噸（890長噸；910公噸）重物品的美国东海岸最大起重機船“切萨皮克1000号”。打捞工作由海洋解决负责。32名陆军工兵、38名海军承办人员与1100多名工程专家参与现场工作。大桥周围还有7架浮吊、10艘拖船、9艘驳船、8艘救助船和5艘海岸警卫队船只。3月30日，工程师开始从河上拆除大桥的第一部分。4月1日，美国海岸警卫队为参与搜救行动的商业船只开辟临时航道，同时逐艘批准船舶通行。至4月2日，首艘工作船启用了备用航道，该船从特拉华州多佛空軍基地拖来一艘燃料驳船。次日，第二条临时航道开通，第三条航道开通中。4月7日，打捞团队开始移走达利号的集装箱。工兵部队初估清理航道需要几个礼拜的时间，而不是几个月，而熟悉打捞工作的专家则认为航道最早要5月份才能重新开放。4月4日，工兵部队表示计划在月底前为驳船及滾裝船开辟一条限制通行的单行道，5月底前开放整个麦克亨利堡海峡。
5月13日，工程人员炸毁卡在达利号船上的大桥桁架。5月20日，达利号被拖离出事海域。

### 長期
截至3月27日，695号州际公路173号公路到157号公路之间的路段维持关闭。前往巴尔的摩港车辆需要绕行到95号州际公路和895号州际公路，分别从95号公路的麦克亨利堡隧道、895号公路的巴尔的摩港隧道穿越巴尔的摩港。装有有害物质及超出隧道垂直间隙的车辆需要沿695号州际公路西段绕道行驶。。甚至弗吉尼亚州的司机都收到了有关桥梁倒塌造成交通延误的警告。
斯泰蘭蒂斯和通用汽车宣布将车辆转移到其他港口进口，丰田汽车表示部分汽车出口受到影响。事故也让位于库蒂斯湾的梅賽德斯-賓士码头及CSX運輸码头，以及康索尔能源的码头处于失恋状态。4月1日，CSX安排巴尔的摩的进口货物经新路线分流到紐約和紐澤西港。4月4日，CSX完成首批分流货物的运输工作。与此同时，諾福克南方鐵路于4月3日宣布为分流到纽约的货物开辟专用的线路。
州长摩尔表示事件已成为“全球危机”，有8000个工作岗位受到影响。专家估计受水道航运关闭期间，每日损失高达1500万美元。另一方面，部分经济学家认为巴尔的摩港关闭不太可能影响美国经济的增长。邓白氏估计港口关闭会导致供应链中断，继而产生每周17亿美元的经济损失。3月28日，纽约州州长凱西·霍赫爾、新泽西州州长菲爾·墨菲分别安排受影响的货船转运到他们州的港口，尽量减少供应商中断的影响。
马里兰州参议院主席比尔·弗格森、马里兰州众议院议员卢克·克利平格提出一项紧急法案，为受灾害影响的工人提供收入替代。共和党籍参议员布莱恩·西蒙奈尔和约翰尼·雷·萨林提出另一项法案，允许州长在基础设施严重受损的时候宣布长达一年的紧急状态，期间政府可以征用私人财产；在与摩尔政府商谈后，布莱恩撤销了这个法案。而经过与摩尔政府的商谈，弗格森在法案中增加条款，计划为罹难维修工人的子女设立州奖学金。4月8日，州议会通过一项为港口工人提供州雨天基金救济的法案，法案次日由州长摩尔签署生效。
3月30日，美国小企业管理局宣布为受事件影响的中大西洋州份小企业提供高达200万美元的低息长期贷款。截至4月4日，该局共收到500份贷款申请。
在美國陸軍工兵部隊清理水道的工作完成之前，除了不受影响的麻雀角港口之外，巴尔的摩的其他港口都关闭。
巴克莱银行和Morningstar DBRS预计为受害者赔付10亿至40亿美元，伦敦劳合社主席布鲁斯·卡内基·布朗估计赔付总金额会超过2012年歌詩達協和號觸礁事故，创下海上保险赔付纪录之最；穆迪评级方面认为赔付金额的大部分由再保險公司负责。马里兰州政府为桥梁购买了3.5亿美元的损坏赔偿，而该桥1977年建造时的成本为6000万美元。
4月1日，达利号船东Grace Ocean Private和Synergy Marine Group向美国马里兰联邦地区法院递交共同申请书，希望根据《1851年责任限制法》，将他们承担的赔偿金限制在4360万美元左右。案件被认为是“近十年来最具争议的海上保险案件之一”，预计需要长达10年的时间来完成司法程序。

## 反應

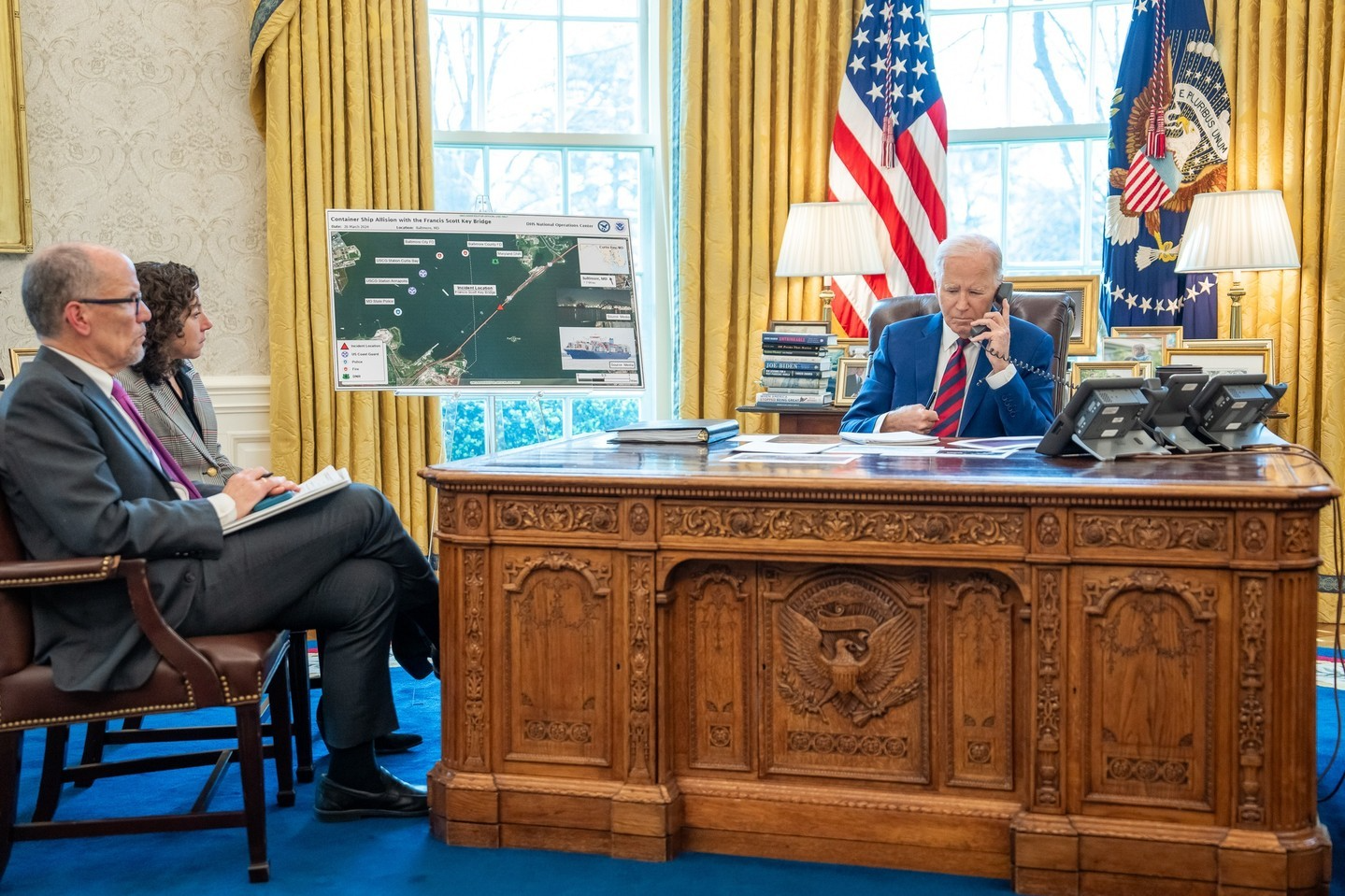
拜登總統聽取了弗朗西斯·斯科特·基大橋倒塌的情況通報

乔·拜登總統聽取了有關這場災難的簡報。 在當天晚些時候的一次演講中，拜登表示，他將要求國會為這座橋的重建提供資金。4月5日，拜登总统乘坐海軍陸戰隊一號视察大桥坍塌现场，随后听取地方政府官员、海岸警卫队及陆军工程兵汇报。拜登承诺，联邦政府将支持桥梁更换和恢复工作“每一步”，并称“国家支持你们”。会后，拜登还会见了遇难者家属。
美国运输部长皮特·布蒂吉格聯繫了馬裡蘭州州長韋斯·摩爾和巴爾的摩市長布蘭登·斯科特，以提供其部門的支持。 摩爾還將橋樑的倒塌描述為“令人心碎”，而馬裡蘭州歷史文化中心副總裁大衛·貝盧表示，這場災難“從根本上改變了我們的港口、港口和許多家庭”。摩爾也以西班牙語向罹難者家屬表示，"Estamos contigo, ahora y siempre"（我們現在和永遠與你們同在）。
墨西哥駐馬裡蘭州領事拉斐爾·拉韋加訪問巴爾的摩，會見墨西哥罹難者家屬。 他證實，其中一名獲救者來自米卻肯州，而仍失蹤的兩人則來自米卻肯州和韋拉克魯斯州。 墨西哥駐美國大使館正在向這些家庭提供領事協助，並為受影響的墨西哥國民提供專用電話線。 墨西哥總統安德烈斯·曼努埃尔·洛佩斯·奥夫拉多尔表示，這場災難“表明移民在午夜外出從事危險工作”，並批評“美國某些麻木不仁、不負責任的政客”對待他們的方式。